# Fu'er Jiang
Fu'er Jiang (kinesiska: Fu’er Jiang, 富尔江) är ett vattendrag i Kina. Det ligger i provinsen Liaoning, i den nordöstra delen av landet, omkring 190 kilometer öster om provinshuvudstaden Shenyang.
Genomsnittlig årsnederbörd är 1 244 millimeter. Den regnigaste månaden är juli, med i genomsnitt 394 mm nederbörd, och den torraste är januari, med 9 mm nederbörd.